# باشگاه فوتبال خنت
انجمن سلطنتی آتلتیک خنت (به هلندی: Koninklijke Atletiek Associatie Gent) (به هلندی: K.A.A. Gent) یک باشگاه ورزشی فرهنگی در شهر خنت یا گنت، بلژیک است.
این باشگاه در سال ۱۸۶۴ میلادی تأسیس شده‌است. باشگاه فوتبال خنت از این مجموعه، سابقه ۱ قهرمانی در لیگ برتر و ۳ قهرمانی در جام حذفی فوتبال بلژیک را دارد.

## تاریخچه
۱۸۶۴‍-۱۹۰۰: سال‌های آغازین بدون باشگاه فوتبال
در ۱ ژانویه ۱۸۶۴، ژنرال دزمپس و کارل مارینکس انجمن ژیمناستیک La Gantois، انجمن برای ارتقاء ژیمناستیک تأسیس کردند. در ۱۰ سپتامبر ۱۸۹۱، این باشگاه ادغام شد با انجمن Athletic، که خود شامل تعدادی از باشگاه‌های جوانتر مانند باشگاه مسابقه، باشگاه رانندگی، ستاره سرخ بود … باشگاه جدید فیوژن انجمن Athletic La Gantois نامیده شد و علاوه بر برخی ژیمناستیک، فعالیت‌ها به تدریج به ورزش، بوکس، کریکت، دوچرخه سواری، شمشیربازی، هاکی، شنا، واتر پولو و تنیس گسترش یافت. باشگاه ورزشی فعلی KAA گنت همچنین از این انجمن ظهور کرد.
۱۹۰۰–۱۹۲۰: فوتبال در مکان‌های مختلف
در دهه گذشته قرن نوزدهم، فوتبال سازمان یافته در گنت آغاز شده‌است. چندین باشگاه نور روز را دیدند، بعضی از آن‌ها در ۱ آوریل ۱۸۹۹ به Racing Club Gantois، رقیب بعدی KAA Gent، پیوستند. در سال ۱۹۰۰، دانشجویان کالج ون ملل در بخش La Gantoise یک بخش فوتبال تشکیل دادند. اولین رئیس و همچنین کاپیتان تیم دکتر Hector Priem شد. مسابقات او در Carpentierplein، که بین Kortrijksesteenweg, Clementinalaan, Oostendestraat و Astridlaan قرار دارد، بازی کرد. آن‌ها به "Demi-Lune" کافه تبدیل شدند. در ابتدا آن‌ها رنگ سیاه و سفید را انتخاب کردند، اما قبل از اینکه آن‌ها به‌طور رسمی در تاریخ ۳۱ اکتوبر ۱۹۰۰ اعضای لا گوندوز شدند، اینها به آبی و سفید تغییر یافتند. در ۱۵ نوامبر ۱۹۰۰ اولین بازی در برابر باشگاه ورزشی Omnium انجام شد. در ۳۰ دسامبر سال جاری، آن‌ها در برابر مسابقه باشگاهی Gantois بزرگتر بازی کردند. این بازی ۱۰–۰ از بین رفت. در پایان قرن نوزدهم، این باشگاه با UBSSA وابسته بود و علیرغم این واقعیت که Racing Club Gantois یک باشگاه فوتبال قدیمی تر از شهر بود، چند سال بعد، از سال 1901 AA La Gantois اولین مسابقات رسمی خود را در بخش‌های پایین‌تر بازی کرد.
لوگو گوانئوزیس در سال ۱۹۱۴
باشگاه اول فصل خود را به‌طور عمده در بخش دوم، بعداً بخش اول، یا در حال حاضر به کلاس دوم نامیده می‌شود. در سال ۱۹۰۴ آن‌ها به Mussenstraat نقل مکان کردند. در سال ۱۹۱۰، باید برای نمایشگاه جهانی سال ۱۹۱۳ جای داشته باشد و به آلبرتا لان منتقل شود. وجود دارد، یک منطقه، یک میدان آموزشی، زمین‌های تنیس، یک مسیر در حال اجرا، ایستاده و دیگر مسکن ساخته شده‌است. اما در ۹ دسامبر ۱۹۱۵، در طول جنگ جهانی اول، تریبون سوخته بود. در سال 1912/13 AA La Gantoises قهرمان در بخش اول شد و بنابراین برای اولین بار در تاریخ خود او به بخش افتخار، بخش اول جاری شد. قبلاً در سال ۱۹۱۴، این باشگاه عنوان سلطنتی دریافت کرده بود و از آن به بعد به عنوان انجمن رویال آتلیتیک لا گانتوز شناخته می‌شد، یا به اختصار ARA La Gantois. در نمایشگاه جهانی، این باشگاه مجاز به سازماندهی فعالیت‌های ورزشی مختلف شد. فصل اول، ۱۹۱۳/۱۴، در بالاترین رده، برای باشگاه دشوار بود، و تنها پس از یک آزمون تطبیقی با Standard Club Liégeois که ممکن است جلوگیری از بازیابی باشد. شروع سال بدون اداره فوتبال
در ژانویه ۱، ژان ژان ژان ژنرال دزمپس و کارل مارینکس انجمن ژیمناستیک لا Gantois، انجمن برای ارتقاء ژیمناستیک تأسیس کردند. برخی از باشگاه‌ها در طول سال‌ها خود را پاره کرده‌اند. در ۱۰ سپتامبر ۱۸۹۱، این باشگاه ادغام شد با انجمن Athletic، که خود شامل تعدادی از باشگاه‌های جوانتر مانند باشگاه مسابقه، باشگاه رانندگی، ستاره سرخ بود … باشگاه جدید فیوژن انجمن Athletic La Gantois نامیده شد و علاوه بر برخی ژیمناستیک، فعالیت‌ها به تدریج به ورزش، بوکس، کریکت، دوچرخه سواری، شمشیربازی، هاکی، شنا، آب پولو و تنیس گسترش یافت. باشگاه ورزشی فعلی KAA گنت همچنین از این انجمن ظهور کرد.
۱۹۰۰–۱۹۲۰: فوتبال در مکان‌های مختلف
در دهه گذشته قرن نوزدهم، فوتبال سازمان یافته در گنت آغاز شده‌است. چندین باشگاه نور روز را دیدند، بعضی از آن‌ها در ۱ آوریل ۱۸۹۹ به Racing Club Gantois، رقیب بعدی KAA Gent، پیوستند. در سال ۱۹۰۰، دانشجویان کالج ون ملل در بخش La Gantoise یک بخش فوتبال تشکیل شد. اولین رئیس و همچنین کاپیتان تیم دکتر Hector Priem شد. مسابقات او در Carpentierplein، که بین Kortrijksesteenweg, Clementinalaan, Oostendestraat و Astridlaan قرار دارد، بازی کرد. آن‌ها به "لا Demi-Lune" کافه تبدیل شدند. در ابتدا آن‌ها رنگ سیاه و سفید را انتخاب کردند، اما قبل از اینکه آن‌ها به‌طور رسمی در تاریخ ۳۱ اکتوبر ۱۹۰۰ اعضای لا گوندوز شدند، اینها به آبی و سفید تغییر یافتند. در ۱۵ نوامبر ۱۹۰۰ اولین بازی در برابر باشگاه ورزشی Omnium انجام شد. در ۳۰ دسامبر سال جاری، آن‌ها در برابر مسابقه باشگاهی Gantois بزرگتر بازی کردند. این بازی ۱۰–۰ از بین رفت. در حال حاضر در پایان قرن نوزدهم، این باشگاه با UBSSA وابسته بود و علیرغم این واقعیت که Racing Club Gantois یک باشگاه فوتبال قدیمی تر از شهر بود، چند سال بعد، AA La Gantoise با شماره ۷ فشار تعداد کمی از باشگاه مسابقات که می‌تواند ۱۱. از سال 1901 AA La Gantois اولین مسابقات رسمی خود را در بخش‌های پایین‌تر بازی کرد.
لوگو گوانئوزیس در سال ۱۹۱۴
باشگاه اول فصل خود را به‌طور عمده در بخش دوم، بعداً بخش اول، یا در حال حاضر به کلاس دوم نامیده می‌شود. در سال ۱۹۰۴ آن‌ها به Mussenstraat نقل مکان کردند. در سال ۱۹۱۰، باید برای نمایشگاه جهانی سال ۱۹۱۳ جای داشته باشد و به آلبرتا لان منتقل شود. وجود دارد، یک منطقه، یک میدان آموزشی، زمین‌های تنیس، یک مسیر در حال اجرا، ایستاده و دیگر مسکن ساخته شده‌است. اما در ۹ دسامبر ۱۹۱۵، در طول جنگ جهانی اول، تریبون سوخته بود. در سال 1912/13 AA La Gantoises قهرمان در بخش اول شد و بنابراین برای اولین بار در تاریخ خود او به بخش افتخار، بخش اول جاری شد. قبلاً در سال ۱۹۱۴، این باشگاه عنوان سلطنتی دریافت کرده بود و از آن به بعد به عنوان انجمن رویال آتلیتیک لا گانتوز شناخته می‌شد، یا به اختصار ARA La Gantois. در نمایشگاه جهانی، این باشگاه مجاز به سازماندهی فعالیت‌های ورزشی مختلف شد. فصل اول، ۱۹۱۳/۱۴، در بالاترین رده، برای باشگاه دشوار بود، و تنها پس از یک آزمون تطبیقی با Standard Club Liégeois که ممکن است جلوگیری از بازیابی باشد.

## بازیکنان برجسته
- میلاد محمدی
- کوین دی بروینه

## بازیکنان
| شماره |          | پست       | بازیکن                       |
| ----- | -------- | --------- | ---------------------------- |
| 1     | بلژیک    | دروازه‌بان | Thomas Kaminski              |
| 2     | بلژیک    | مدافع     | Jan Van den Bergh            |
| 3     | سوئد     | هافبک     | Eric Smith                   |
| 5     | کامرون   | مدافع     | Michael Ngadeu-Ngadjui       |
| 6     | فرانسه   | هافبک     | Elisha Owusu                 |
| 7     | اوکراین  | مهاجم     | Roman Yaremchuk              |
| 8     | بلژیک    | هافبک     | Vadis Odjidja-Ofoe (کاپیتان) |
| 9     | اوکراین  | هافبک     | Roman Bezus                  |
| 10    | گرجستان  | هافبک     | Giorgi Chakvetadze           |
| 11    | ساحل عاج | مهاجم     | Anderson Niangbo             |
| 13    | گرجستان  | مهاجم     | Giorgi Kvilitaia             |
| 14    | بلژیک    | مدافع     | Alessio Castro-Montes        |
| 15    | ایران    | مدافع     | میلاد محمدی                  |
| 16    | کانادا   | مهاجم     | جاناتان دیوید                |

| شماره |            | پست       | بازیکن             |
| ----- | ---------- | --------- | ------------------ |
| 17    | فرانسه     | مدافع     | Ibrahima Cissé     |
| 18    | بلژیک      | مهاجم     | Dylan Mbayo        |
| 19    | بلژیک      | هافبک     | Brecht Dejaegere   |
| 20    | بلژیک      | دروازه‌بان | Jari De Busser     |
| 21    | غنا        | مدافع     | Nana Akwasi Asare  |
| 22    | گامبیا     | هافبک     | Sulayman Marreh    |
| 23    | سوئد       | مدافع     | میکائل لوستیگ      |
| 24    | بلژیک      | هافبک     | Sven Kums          |
| 25    | نیجریه     | مدافع     | Reuben Yem         |
| 26    | بلژیک      | دروازه‌بان | Colin Coosemans    |
| 29    | بلژیک      | مهاجم     | Laurent Depoitre   |
| 32    | اوکراین    | مدافع     | Ihor Plastun       |
| 33    | بلژیک      | هافبک     | Louis Verstraete   |
| 76    | بلژیک      | مدافع     | Timothy Derijck    |
|       | السالوادور | مهاجم     | Brayan Gil Hurtado |

## افتخارات
- لیگ برتر فوتبال بلژیک:
  - قهرمان:(۱) ۲۰۱۵
  - نایب قهرمان: (۲) ۱۹۵۵ و ۲۰۱۰
- جام حذفی فوتبال بلژیک:
  - قهرمان: (۳) ۱۹۶۴، ۱۹۸۴ و ۲۰۱۰
  - نایب قهرمان: (۱) ۲۰۰۸
- سوپر جام فوتبال بلژیک:
  - قهرمان(۱): ۲۰۱۵
  - نایب قهرمان: (۲) ۱۹۸۴ و ۲۰۱۰
- جام Jules Pappaert[۲]
  - قهرمان(۱): ۱۹۵۴